# William Zabka
William Zabka (* 20. října 1965 New York) je americký herec, po otci  českého původu,  scenárista a producent. Proslavil se především zápornou rolí Johnnyho Lawrence ve filmu Karate Kid z roku 1984, do téhle role se vrátil v roce 2018 v seriálu Cobra Kai, kde má jednu z hlavních rolí. V roce 2004 byl neúspěšně nominován na Oscara za film Most. V letech 2013 a 2014 hrál sebe sama v posledních dvou řadách seriálu Jak jsem poznal vaši matku. Rovněž hrál v dalších seriálech, jako například The Equalizer (1985–1989) a Agentura Jasno (2014).
V letech 1992 a 1995 si zahrál ve snímcích Shootfighter a Shootfighter 2, ve kterých měl jednu ze svých mála hlavních rolí.